# Slowakische Fußballnationalmannschaft (U-17-Juniorinnen)
Die slowakische U-17-Fußballnationalmannschaft der Frauen repräsentiert die Slowakei im internationalen Frauenfußball. Die Nationalmannschaft untersteht dem Slovenský futbalový zväz und wird seit August 2018 (interimsweise schon seit Mai 2018) von Ex-Profi Jozef Jelšic trainiert.
Die Mannschaft nahm 2007 und seit 2012 an der Qualifikation zur U-17-Europameisterschaft für die Slowakei teil. Bislang ist es dem Team jedoch nie gelungen, sich für eine EM-Endrunde zu qualifizieren. Zumeist scheiterte die slowakische U-17-Auswahl bereits in der ersten Qualifikationsrunde und erreichte nur 2015 und 2017 Runde zwei. 2022 stieg die Slowakei im neuen Qualifikationssystem aus Liga A ab.

## Turnierbilanz

### Weltmeisterschaft
| Jahr   | Gastgeber           | Platzierung        |
| ------ | ------------------- | ------------------ |
| 2008   | Neuseeland          | nicht qualifiziert |
| 2010   | Trinidad und Tobago | nicht teilgenommen |
| 2012   | Aserbaidschan       | nicht teilgenommen |
| 2014   | Costa Rica          | nicht qualifiziert |
| 2016   | Jordanien           | nicht qualifiziert |
| 2018   | Uruguay             | nicht qualifiziert |
| 2021 1 | Indien 1            | – 1                |
| 2022   | Indien              | nicht qualifiziert |

### Europameisterschaft
| Jahr   | Gastgeber               | Platzierung                                  |
| ------ | ----------------------- | -------------------------------------------- |
| 2008   | Schweiz                 | 1. Qualifikationsrunde                       |
| 2009   | Schweiz                 | nicht teilgenommen                           |
| 2010   | Schweiz                 | nicht teilgenommen                           |
| 2011   | Schweiz                 | nicht teilgenommen                           |
| 2012   | Schweiz                 | nicht teilgenommen                           |
| 2013   | Schweiz                 | 1. Qualifikationsrunde                       |
| 2014   | England                 | 1. Qualifikationsrunde                       |
| 2015   | Island                  | 2. Qualifikationsrunde                       |
| 2016   | Belarus                 | 1. Qualifikationsrunde                       |
| 2017   | Tschechien              | 1. Qualifikationsrunde                       |
| 2018   | Litauen                 | 1. Qualifikationsrunde                       |
| 2019   | Bulgarien               | 2. Qualifikationsrunde                       |
| 2020 2 | Schweden 2              | – 2                                          |
| 2021 2 | Färöer 2                | – 2                                          |
| 2022   | Bosnien und Herzegowina | Liga A 3                                     |
| 2023   | Estland                 | Liga A (nicht qualifiziert für die Endrunde) |